# Double de Genève
Le Double de Genève est le nom donné aux premiers timbres émis par la poste du canton suisse de Genève en octobre 1843.
Un Double reprenait deux fois le même timbre non dentelé illustré par les armes de Genève et les mentions « Poste Genève », « 5. C. » (5 centimes) et « Port local. ». Au-dessus, une bande liait les deux vignettes avec la mention : « 10. | PORT CANTONAL | Cent. » (10 centimes). Si la lettre était postée et destinée à la ville-même, un timbre de 5 centimes suffisait. Pour une lettre à destination des autres communes du canton, mais sans l'enclave de Céligny, les deux timbres étaient nécessaires.
Le figuré du blason servit jusqu'en 1849 pour les nouvelles émissions des timbres « Port cantonal » (tous non dentelés).
La poste genevoise, comme celles des cantons de Zurich (4 et 6 rappen de Zürich, 1843) et Bâle (Colombe de Bâle, 1845) ont donc gardé de la réforme britannique (incarnée par le Penny Black de 1840) l’idée de faire payer d’avance, mais tiennent encore compte de la distance pour le calcul de l’affranchissement.